# Reformierte Kirche La Brévine

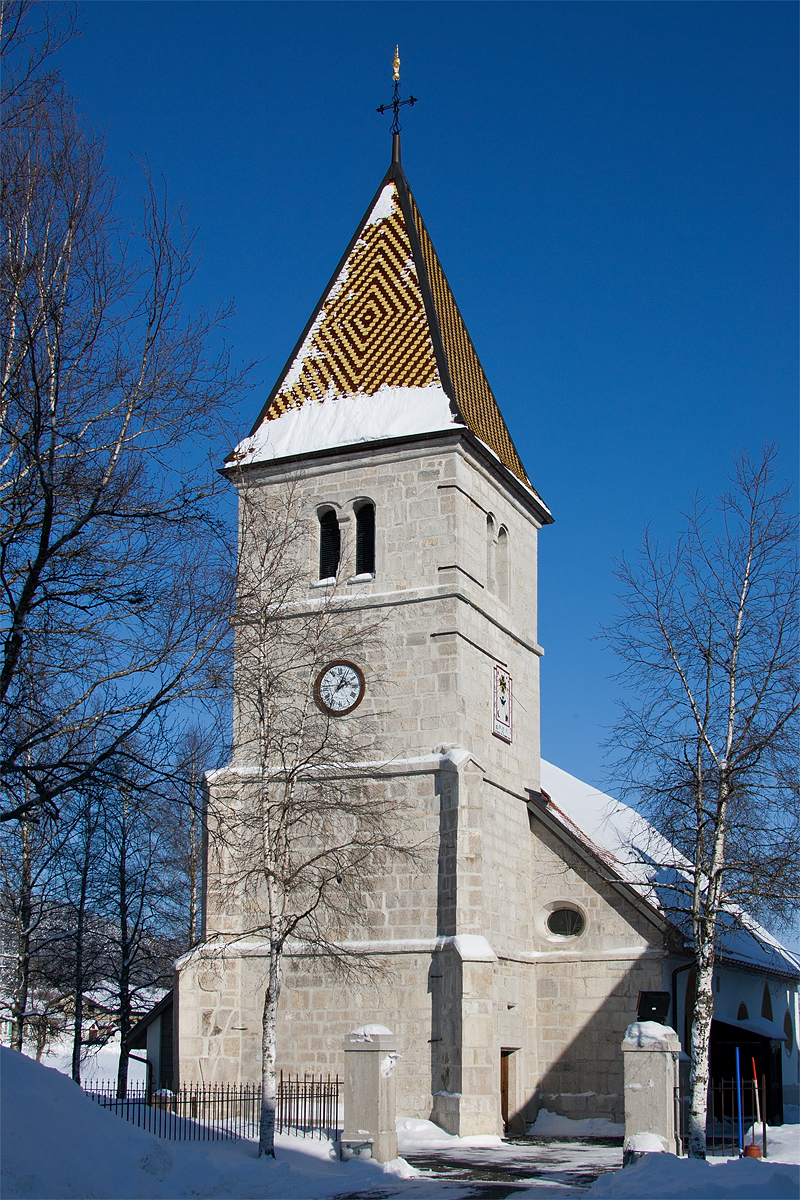
Frontturm der Kirche

Die Reformierte Kirche La Brevine (französisch Temple de La Brévine) ist ein Kirchengebäude der Église réformée évangélique du canton de Neuchâtel in der Gemeinde La Brévine, Schweiz.

## Geschichte
Die Kirche wurde im nachgotischen Stil 1604–1610 als einer der ersten reformierten Neubauten in der heutigen Schweiz errichtet. Die Umwandlung zur Querkirche und der Einbau der U-Empore erfolgten vermutlich im späten 17. Jahrhundert.

## Beschreibung

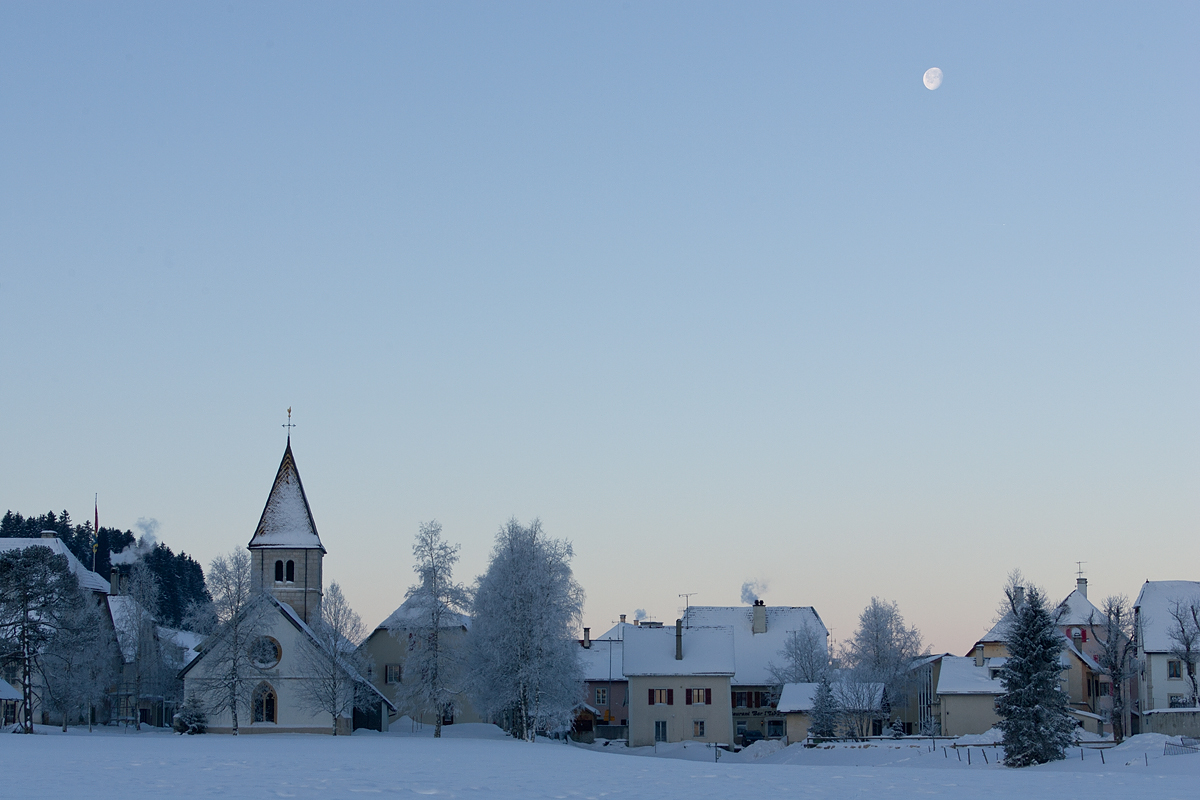
Dorf La Brévine mit Temple

Von aussen erscheint die Kirche mit ihrem wuchtigen, neuromanisch anmutenden Frontturm von 1891 und dem nachgotischen Schiff als einfache Saalkirche ohne Chor.
Der Innenraum wird von einer Holztonne überwölbt. 1713 und 1729 wurden zusätzlich zu den nachgotischen Masswerkfenstern Oculi eingebaut, die im 20. und 21. Jahrhundert mit Glasmalereien versehen wurden. Die zentrale Kanzel stammt aus dem Jahr 1837, die Orgel aus dem Jahr 1874. Aufgrund der enormen Kälte in der Region verfügt die Kirche über zwei unabhängige Heizsysteme.